# Anschlag von Deal 1989
Der Anschlag von Deal ereignete sich während des Nordirlandkonflikts am 22. September 1989 auf die britische Militärmusikschule der Royal Marines in Deal, Grafschaft Kent. Durch eine von der Provisional IRA verursachten Sprengstoffexplosion wurden elf Militärmusiker getötet und 21 weitere verletzt.

## Anschlag
Der später auf 6,8 kg geschätzte Sprengsatz mit Zeitzünder war in der Nacht zuvor deponiert worden und explodierte gegen 8:22 Uhr Ortszeit im Umkleideraum des Gesellschaftszentrums der Kaserne, war meilenweit zu hören und ließ das dreistöckige Gebäude einstürzen. Zudem entstand Sachschaden an zahlreichen Gebäuden der Umgebung. Elf Soldaten des Royal Marines Band Service im Alter zwischen 21 und 39 Jahren wurden getötet und 21 verletzt. Die Verletzten mussten teilweise mit schwerem Bergegerät befreit werden und wurden in die Krankenhäuser von Deal und Canterbury gebracht.

## Folgen
Oppositionsführer Neil Kinnock nannte den Anschlag auf unbewaffnete Musiker eine schreckliche Greueltat. Premierministerin Margaret Thatcher kondolierte schriftlich, nachdem sie auf ihrer Reise von Tokio nach Moskau über das Ereignis informiert worden war. Auch US-Präsident George H. W. Bush drückte in einem Schreiben sein Mitgefühl aus.
1993 wurde am Ort des Anschlags das Deal Memorial Bandstand eröffnet, welches Tafeln mit den Namen der Todesopfer trägt. 1996 wurde die Militärmusikschule nach Portsmouth verlegt, wo ein Gedenkraum an den Anschlag erinnert. Für die Familien der Opfer wurden rund 1,2 Millionen £ gespendet.
Die Provisional IRA bekannte sich zu dem Attentat. Laut Sicherheitsbehörden gab es zwei aktive IRA Active Service Units mit jeweils vier bis fünf Mitgliedern, welche zum Zeitpunkt des Anschlags in Großbritannien operierten. Nach der Aushebung einer Bombenwerkstatt im Norden von London galt Patrick Sheehy, Spitzname Der Schakal, als der meistgesuchte Kriminelle des Königreichs. Er wurde 1991 erschossen im irischen County Tipperary aufgefunden.